# Pavonia sepioides
Pavonia sepioides là một loài thực vật có hoa trong họ Cẩm quỳ. Loài này được Fryxell & Krapov. mô tả khoa học đầu tiên năm 1999.